# Jnana chakshus

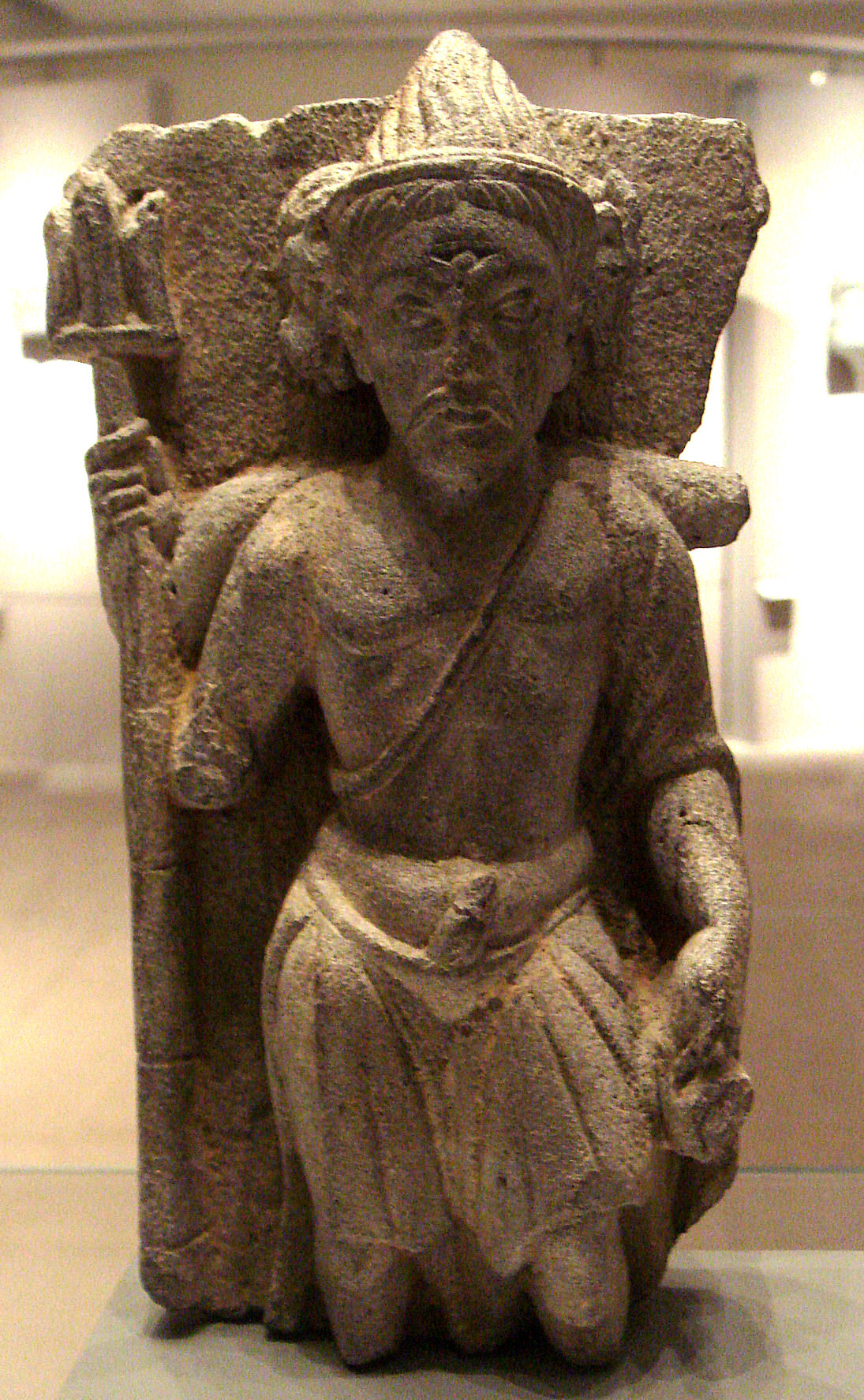
Shiva avec son troisième œil, Gandhara, IIe siècle

Jnana-chakshus (IAST: Jñāna-cakṣus), prononcé parfois dans le nord de l’Inde Gyana-Chakshu, également appelé jñāna-netra est le nom sanskrit pour le troisième œil, attribut du dieu Shiva, et très reconnu en Inde.
Littéralement Jñāna-cakṣus veut dire œil de la sagesse. C'est celui qui donne des visions. C'est l'œil qui voit au-dessus de la réalité, qui perçoit l'énergie subtile de la kundalini, à qui les chakras et le yantra apparaissent, une fois la réalisation de son Soi intérieur atteinte. Le chakra dénommé Ajna peut être assimilée comme étant le troisième œil.

## Source
- The symbolism of hindu gods and rituals de Swami Parthasarathy, éditions Vedanta Life Institute